# 齐奇 (法官)
齐奇（1952年4月—），男，贵州安顺人，中华人民共和国政治人物，二级大法官。华东政法学院经济法系毕业，硕士研究生学历。曾任浙江省高级人民法院院长、党组书记。

## 生平
1968年参加工作。1979年至1983年在华东政法学院经济法专业学习。1983年加入中国共产党，同年任上海市高级人民检察院研究室干部，1984年后任共青团上海市委组织部副部长、秘书长，1986年任上海市高级人民检察院分院副检察长、检察委员会委员，1993年任上海市高级人民检察院副检察长、党组成员、检察委员会委员，1995年任上海市高级人民法院党组成员，上海市第二中级人民法院院长、党组书记，2001年任上海市高级人民法院副院长、党组副书记。2007年12月任浙江省高级人民法院副院长、代理院长、党组书记。2008年任浙江省高级人民法院院长、党组书记。十二届全国人大一次会议上，有一位人大代表另选他为最高人民法院院长（当选者为周强）。2008年起担任全国人大代表。 
2015年8月11日，杭州宋城集团执行总裁黄鸿鸣宣布向中纪委实名举报浙江省高级人民法院院长齐奇失职渎职、干扰司法公正。2016年1月12日，浙江省高院召开全体干警大会，中共浙江省委常委、组织部部长廖国勋宣布：经中央批准，省委决定陈国猛任浙江省高级人民法院党组书记，免去齐奇的中共浙江省高级人民法院党组书记职务。2016年1月28日，陈国猛接替齐奇出任浙江省高级人民法院院长。